# Kleva gruva

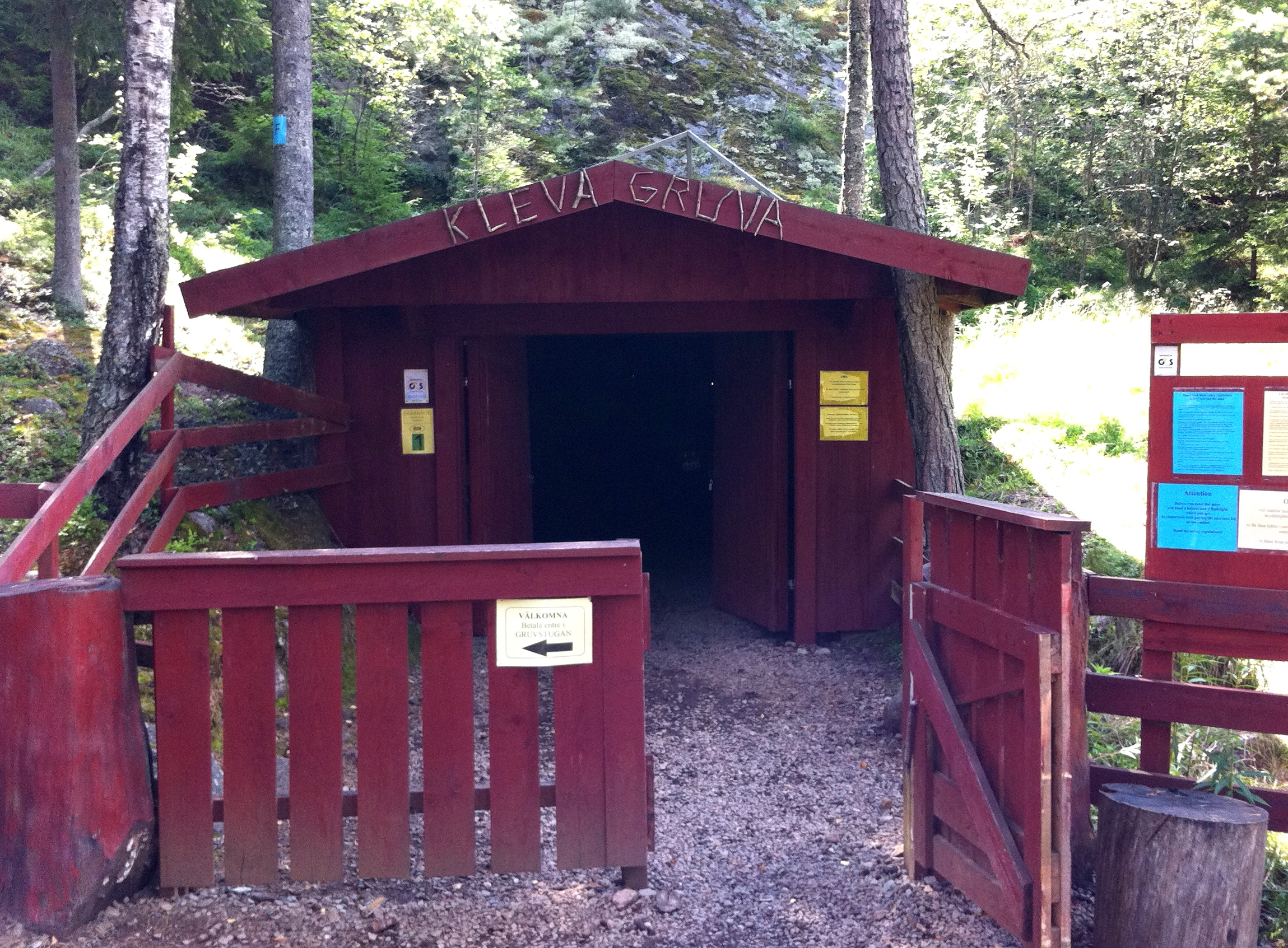
Kleva gruva

Kleva gruva är en numera nedlagd gruva i Alseda socken, Jönköpings län.
Kleva gruva upptäcktes 1691 och bearbetades först i flera repriser för utvinning av koppar, till dess Jöns Jacob Berzelius 1838 påvisade, att nickel förekom här, varefter det i huvudsak blev brytning av denna metall. Gruvan avsänktes 1914–19 till 109,6 meters avvägning. Förutom koppar- och nickelprodukter tillverkades av vittringsprodukter från varpen även rödfärg. Fyndigheten utgörs av utskiljningar av nickelhaltig magnetkis samt koppar- och svavelkis ur diorit. Den för smältning avsedda malmen höll under senare tid i regel omkring 2 % nickel och 0,5–0,75 % koppar. 
Vid ett vattenfall i Emån, nära Ädelfors, låg i äldre tider Kibbe kvarn, och därinvid uppfördes anläggningar för tillgodogörande av malmen från den 6 km nordväst därom belägna Kleva gruva. Guldextraktionsverk för bearbetning av malmen från Ädelfors guldgruva, belägna 3 km åt nordost, fanns även på samma plats, som senare kallades Kleva bruk och numera Ädelfors.
Kleva gruva är numera en turistanläggning (Kleva Gruva Äventyrsberget) där det finns olika aktiviteter för hela familjen bland annat gruvbesök, klättring, guldvaskning och skattjakter.